# Jon Erice
Jon Erice Domínguez  (Pamplona, Navarra, España, 3 de noviembre de 1986) es un exfutbolista y entrenador español. Actualmente entrena al Arenas Club.

## Trayectoria

### Como jugador
Erice se formó en la cantera del Club Atlético Osasuna. Empezó la temporada 2006-07 en Segunda División B con Osasuna Promesas, aunque a finales de temporada fue requerido en algunos partidos para el primer equipo por Cuco Ziganda. Su debut en partido oficial con la camiseta 'rojilla' se produjo el 28 de febrero de 2007 en un partido de Copa del Rey contra el Getafe C. F. Poco después, el 1 de abril, debutó en la Primera División en un encuentro ante el Sevilla F. C., que disputó íntegramente. Esa temporada también se alineó en dos partidos de la Copa de la UEFA, entre ellos, la histórica victoria por 0-3 en el campo del Bayer Leverkusen, que permitió a Osasuna alcanzar las semifinales del torneo por primera vez en su historia.
Para la temporada 2007-08 pasó a formar parte del primer equipo profesional de Osasuna, aunque en el mercado de invierno fue cedido al Málaga C. F., de la Segunda División, hasta final de temporada.
En el verano de 2008 fue cedido a la S. D. Huesca para la temporada 2008-09, club que en ese momento militaba en Segunda División. 
En diciembre de 2008 el Cádiz C. F., de Segunda División B, se hizo con los servicios de Erice hasta el final de la temporada 2008-09 con la posibilidad de seguir 2 años más. En mayo de 2009 el equipo ascendió tras la eliminatoria que enfrentaba al Cádiz y al Real Unión (1-0 y 0-0). 
La temporada 2009-10, ya en propiedad del equipo gaditano, jugó en la categoría de plata del fútbol español, pero el equipo perdió la recién recuperada categoría. 
Tras el descenso sufrido con el equipo andaluz, disputó dos temporadas fuera de España. La primera con el Apollon Limassol chipriota, la temporada 2010-11 y parte de la 2011-12. A mitad de temporada pasó al fútbol griego para disputar la Superliga de Grecia, primera división del fútbol griego, con el Kerkyra F. C. de Corfú.
En julio de 2012 volvió a España para firmar con el C. D. Guadalajara y tras un año con el equipo manchego firmó en agosto de 2013 con el club asturiano del Real Oviedo.

En agosto de 2017 se desvinculó del Real Oviedo para llegar a las filas del Albacete Balompié. En su segunda temporada en el equipo manchego, los jugadores lo eligieron como tercer capitán de la plantilla. Esa temporada, con el sistema de juego del nuevo entrenador Luis Miguel Ramis, se convirtió en pieza clave para meter al equipo en puestos de ascenso directo a Primera División. 
En enero de 2019 el centrocampista, al cual le quedaban solo 6 meses de contrato con el 'Alba', recibió una importante oferta de la MLS y se marchó traspasado al Vancouver Whithecaps. Poco tiempo después de su llegada, el técnico del equipo canadiense anunciaba que Erice sería el primer capitán al inicio de la temporada.
En enero de 2020, un año después de su marcha, regresó al Albacete Balompié hasta final de temporada. En agosto se oficializó su marcha al Hércules de Alicante C. F.
En septiembre de 2021, llegó a la U. D. Mutilvera de la Segunda Federación.

### Como entrenador
El 10 de noviembre de 2022, decide colgar las botas como jugador en las filas de la U. D. Mutilvera y comienza su trayectoria en los banquillos para hacerse cargo del club navarro de la Segunda Federación, tras la destitución de Andoni Alonso.
El 29 de junio de 2023, se anuncia su llegada como nuevo entrenador del CD Manchego, equipo de Segunda RFEF.
El 23 de diciembre de 2023, abandona el CD Manchego y firma por el Club de Fútbol Rayo Majadahonda de la Primera División RFEF.
El 25 de marzo de 2024, es cesado como entrenador del Club de Fútbol Rayo Majadahonda, tras dirigir 12 encuentros.
El 28 de junio de 2024, se convierte en nuevo entrenador del Club Recreativo Granada de la Segunda Federación.
Tras abandonar la institución nazarí, en junio de 2025 se hizo cargo del Arenas Club, también de Segunda Federación.

## Clubes

### Como jugador
Actualizado a 12 de junio de 2017
| Osasuna Promesas · España | 2ªB           | 2005/06       | 27  | 0 | —  | — | — | — | 27  | 0 |
| Osasuna Promesas · España | 2ªB           | 2006/07       | 32  | 1 | —  | — | — | — | 32  | 1 |
| Osasuna Promesas · España | Total club    | Total club    | 59  | 1 | 0  | 0 | 0 | 0 | 59  | 1 |
| Osasuna · España | 1ª            | 2006/07       | 5   | 0 | 1  | 0 | 2 | 0 | 8   | 0 |
| Osasuna · España | 1ª            | 2007/08       | 4   | 0 | 2  | 0 | — | — | 6   | 0 |
| Osasuna · España | Total club    | Total club    | 9   | 0 | 3  | 0 | 2 | 0 | 14  | 0 |
| Málaga CF · España | 2ª            | 2007/08       | 5   | 0 | —  | — | — | — | 5   | 0 |
| Málaga CF · España | Total club    | Total club    | 5   | 0 | 0  | 0 | 0 | 0 | 5   | 0 |
| SD Huesca · España | 2ª            | 2008/09       | 10  | 0 | 1  | 0 | — | — | 11  | 0 |
| SD Huesca · España | Total club    | Total club    | 10  | 0 | 1  | 0 | 0 | 0 | 11  | 0 |
| Cádiz CF · España | 2ªB           | 2008/09       | 7   | 0 | —  | — | — | — | 7   | 0 |
| Cádiz CF · España | 2ª            | 2009/10       | 36  | 0 | —  | — | — | — | 36  | 0 |
| Cádiz CF · España | Total club    | Total club    | 43  | 0 | 0  | 0 | 0 | 0 | 43  | 0 |
| Apollon Limassol Chipre | 1ª            | 2010/11       | 25  | 1 | —  | — | — | — | 25  | 1 |
| Apollon Limassol Chipre | 1ª            | 2011/12       | 10  | 0 | —  | — | — | — | 10  | 0 |
| Apollon Limassol Chipre | Total club    | Total club    | 35  | 1 | 0  | 0 | 0 | 0 | 35  | 1 |
| Kerkyra FC · Grecia | SLG           | 2011/12       | 9   | 0 | 1  | 0 | — | — | 10  | 0 |
| Kerkyra FC · Grecia | Total club    | Total club    | 9   | 0 | 1  | 0 | 0 | 0 | 10  | 0 |
| CD Guadalajara · España | 2ª            | 2012/13       | 26  | 0 | 1  | 0 | — | — | 27  | 0 |
| CD Guadalajara · España | Total club    | Total club    | 26  | 0 | 1  | 0 | 0 | 0 | 27  | 0 |
| Real Oviedo · España | 2ªB           | 2013/14       | 21  | 1 | 1  | 0 | — | — | 22  | 1 |
| Real Oviedo · España | 2ªB           | 2014/15       | 35  | 1 | 3  | 0 | — | — | 38  | 1 |
| Real Oviedo · España | 2ª            | 2015/16       | 38  | 1 | 1  | 0 | — | — | 39  | 1 |
| Real Oviedo · España | 2ª            | 2016/17       | 36  | 1 | —  | — | — | — | 36  | 1 |
| Real Oviedo · España | Total club    | Total club    | 130 | 4 | 5  | 0 | 0 | 0 | 135 | 4 |
| Albacete Balompié · España | 2.ª           | 2017/18       | 37  | 1 | 1  | 0 | — | — | 38  | 1 |
| Albacete Balompié · España | 2.ª           | 2018/19       | 7   | 0 | 0  | . |   |   | 7   | 0 |
| Albacete Balompié · España | Total club    | Total club    | 0   | 0 | 0  | 0 | 0 | 0 | 0   | 0 |
| Vancouver Whitecaps FC · Canadá | MLS           | 2019          | 0   | 0 | 0  | 0 | — | — | 0   | 0 |
| Vancouver Whitecaps FC · Canadá | Total club    | Total club    | 0   | 0 | 0  | 0 | 0 | 0 | 0   | 0 |
| Albacete Balompié · España | 2ª            | 2020          | 0   | 0 | 0  | 0 | — | — | 0   | 0 |
| Albacete Balompié · España | Total club    | Total club    | 0   | 0 | 0  | 0 | 0 | 0 | 0   | 0 |
| Hércules CF · España | 2ª B          | 2020-2021     | 0   | 0 | 0  | 0 | — | — | 0   | 0 |
| Hércules CF · España | Total club    | Total club    | 0   | 0 | 0  | 0 | 0 | 0 | 0   | 0 |
| UD Mutilvera · España | 2ª RFEF       | 2021-2022     | 0   | 0 | 0  | 0 | — | — | 0   | 0 |
| UD Mutilvera · España | Total club    | Total club    | 0   | 0 | 0  | 0 | 0 | 0 | 0   | 0 |
| Total carrera | Total carrera | Total carrera | 326 | 6 | 11 | 0 | 2 | 0 | 339 | 6 |
| (1) Incluye datos de play-off de ascenso / permanencia. (2) Incluye datos de la Copa del Rey. (3) Incluye datos de la UEFA Champions League. |               |               |     |   |    |   |   |   |     |   |

### Como entrenador
| Club               | País   | Año       |
| ------------------ | ------ | --------- |
| UD Mutilvera       | España | 2022-2023 |
| CD Manchego        | España | 2023      |
| Rayo Majadahonda   | España | 2024      |
| Recreativo Granada | España | 2024-2025 |
| Arenas Club        | España | 2025-act. |